# The False Friend
The False Friend er en amerikansk stumfilm fra 1917 af Harry Davenport.

## Medvirkende
- Robert Warwick som William Ramsdell.
- Gail Kane som Virginia Farrell.
- Jack Drumier som Robert Farrell.
- Earl Schenck som De Witt Clinton.
- P.J. Rollow som J. Carleton Clinton.